# Black Lab Linux
Black Lab Linux — бесплатный дистрибутив Linux для x86-, и x86-64-процессоров. Он был впервые выпущен в ноябре 2013 года компанией PC/OpenSystems LLC. Black Lab Linux основан на Ubuntu, разработанном как для общего использования на рабочих станциях, так и для более опытных пользователей. Он коммерчески доступен для PC/OpenSystems LLC для рабочих станций, учебных заведений, а также для параллельных вычислений.
Ранее известный как OS/4, продукт был переименован Робертом Д. Донхертом, и командой разработчиков программного обеспечения Black Lab Linux, после того, как USPTO отказал в своём заявлении на товарные знаки для OS/4. Компания PC/OpenSystems LLC приобрела права на имя Black Lab Linux в 2008 году после приобретения Terrasoft Solutions у Fixstars. В своем нынешнем заявлении, Black Lab Linux не разделяет сходство кода или платформы с продуктом Terrasoft Solutions под названием Black Lab Linux, поскольку выпуск Terrasoft Solutions был для PowerPC-процессора. Продукты Fixstars Linux, Yellow Dog Linux, и Y-HPC в настоящее время разрабатываются под брендом Yellow Dog Linux. 